# Heart On
Heart On è il terzo album in studio del gruppo rock statunitense Eagles of Death Metal, pubblicato nel 2008.

## Tracce
1. Anything 'Cept the Truth – 4:34
2. Wannabe in L.A. – 2:15
3. (I Used to Couldn't Dance) Tight Pants – 3:35
4. High Voltage – 2:43
5. Secret Plans – 2:22
6. Now I'm a Fool – 3:41
7. Heart On – 2:43
8. Cheap Thrills – 3:42
9. How Can a Man with So Many Friends Feel So All Alone – 3:02
10. Solo Flights – 3:25
11. Prissy Prancin' – 3:40
12. I'm Your Torpedo – 5:12

## Formazione
- Jesse Hughes/Boots Electric - voce, chitarre, percussioni, basso (4,8), effetti, chitarra acustica (6)
- Josh Homme/Baby Duck - batteria, basso, cori, effetti, percussioni, chitarra, piano, altri strumenti
- Dave Catching - chitarra (3,6,8,10), basso (12)
- Brian O'Connor - basso (3,5,7,10)
- Troy Van Leeuwen - cori (4)
- C-Minus - battimani (4), beat (9)
- Alain Johannes - cori (4), corni (10)
- Tony Bevilacqua - corni (10)
- Carol Hatchett, Kira Dacosta, Brody "Queen Bee" Dalle, Kim "Koko Bubbles" Martinelli, Kat Von D e Erin Smith - cori